# Les Rougon-Macquart
Les Rougon-Macquart este titlul colectiv dat unui ciclu de douăzeci de romane scrise între 1871 și 1893 de romancierul francez Émile Zola. Purtând subtitlul Histoire naturelle et sociale d'une famille sous le Second Empire (Istoria naturală și socială a unei familii în timpul celui de-al Doilea Imperiu), seria descrie viața unei familii franceze fictive în timpul regimului lui Napoleon al III-lea (1852–1870) și este un exemplu al naturalismului francez.

## Lista romanelor
În ordinea publicării
1. La Fortune des Rougon (1871)
2. La Curée (1871–2)
3. Le Ventre de Paris (1873)
4. La Conquête de Plassans (1874)
5. La Faute de l'Abbé Mouret (1875)
6. Son Excellence Eugène Rougon (1876)
7. L'Assommoir (1877)
8. Une Page d'amour (1878)
9. Nana (1880)
10. Pot-Bouille (1882)
11. Au Bonheur des Dames (1883) - „La paradisul femeilor”
12. La Joie de vivre (1884)
13. Germinal (1885)
14. L'Œuvre (1886)
15. La Terre (1887)
16. Le Rêve (1888)
17. La Bête humaine (1890)
18. L'Argent (1891)
19. La Débâcle (1892)
20. Le Docteur Pascal (1893)

În ordinea recomandată de lectură
1. La Fortune des Rougon (1871)
2. Son Excellence Eugène Rougon (1876)
3. La Curée (1871-2)
4. L'Argent (1891)
5. Le Rêve (1888)
6. La Conquête de Plassans (1874)
7. Pot-Bouille (1882)
8. Au Bonheur des Dames (1883)
9. La Faute de l'Abbé Mouret (1875)
10. Une Page d'amour (1878)
11. Le Ventre de Paris (1873)
12. La Joie de vivre (1884)
13. L'Assommoir (1877)
14. L'Œuvre (1886)
15. La Bête humaine (1890)
16. Germinal (1885)
17. Nana (1880)
18. La Terre (1887)
19. La Débâcle (1892)
20. Le Docteur Pascal (1893)

## Legături externe
- The Rougon-Macquart Novels of Emile Zola (for English-speaking Readers) provides an American enthusiast's introduction, insights and synopses.